# Medienforschung
Medienforschung bezeichnet wissenschaftliche Studien, die sich mit Kommunikationsmedien oder Massenmedien beschäftigen. Medienforschung gibt es in folgenden wissenschaftlichen Disziplinen:
- Medienwissenschaft
- Publizistikwissenschaft
- Kommunikationswissenschaft
- Informationswissenschaft
- Medienanalyse
- Mediensoziologie
- Medienpsychologie
- Medienpädagogik
- Medienökonomie